# NGC 3162
NGC 3162 (другие обозначения — NGC 3575, UGC 5510, MCG 4-24-19, ZWG 123.26, IRAS10107+2259, PGC 29800) — спиральная галактика с перемычкой (SBbc) в созвездии Лев.
Этот объект занесён в новый общий каталог несколько раз, с обозначениями NGC 3162, NGC 3575.
Этот объект входит в число перечисленных в оригинальной редакции «Нового общего каталога».
Галактика NGC 3162 входит в состав группы галактик NGC 3227. Помимо NGC 3162 в группу также входят ещё 15 галактик.